# Garland (Teksas)
Garland – miasto w Stanach Zjednoczonych, w stanie Teksas, w metropolii Dallas–Fort Worth. Znajduje się prawie w całości w hrabstwie Dallas, z wyjątkiem niewielkiej części znajdującej się w hrabstwach Collin i Rockwall. Według spisu w 2020 roku liczy 246 tys. mieszkańców i jest trzynastym co do wielkości miastem Teksasu. 
Jest głównym ośrodkiem produkcyjnym i przemysłowym dla całego obszaru metropolitalnego Dallas. W mieście rozwinął się przemysł lotniczy, samochodowy, chemiczny oraz precyzyjny.

## Transport

### Transport drogowy
Przez miasto przebiegają następujące autostrady:
- Interstate 30
- Interstate 635
- State Highway 78